# Хосе Кордоба
Хосе Кордоба (ісп. José Córdoba, нар. 3 червня 2001, Панама) — панамський футболіст, захисник англійського клубу «Норвіч Сіті» та національної збірної Панами.
Виступав також за клуб «Левскі».
Володар Кубка Болгарії.

## Клубна кар'єра
Народився 3 червня 2001 року в місті Панама. Вихованець футбольної школи клубу «Індепендьєнте» (Ла-Чоррера). Дорослу футбольну кар'єру розпочав 2018 року в основній команді того ж клубу, в якій провів один сезон, взявши участь у 12 матчах чемпіонату.
Згодом з 2020 по 2021 рік грав у складі команд «Сельта Б» та «Етир».
Своєю грою за останню команду привернув увагу представників тренерського штабу клубу «Левскі», до складу якого приєднався 2021 року. Відіграв за команду з Софії наступні три сезони своєї ігрової кар'єри. Більшість часу, проведеного у складі «Левскі», був основним гравцем захисту команди.
До складу клубу «Норвіч Сіті» приєднався 2024 року. Станом на 25 листопада 2024 року відіграв за команду з Норвіча 13 матчів в національному чемпіонаті.

## Виступи за збірні
У 2022 році залучався до складу молодіжної збірної Панами. На молодіжному рівні зіграв у 2 офіційних матчах.
Того ж року дебютував в офіційних матчах у складі національної збірної Панами.
У складі збірної був учасником розіграшу Кубка Америки 2024 року у США.
| Дата       | Місто             | Господарі  | Результат | Гості      | Турнір                                             | Голи | Примітки |
| ---------- | ----------------- | ---------- | --------- | ---------- | -------------------------------------------------- | ---- | -------- |
| 30-3-2022  | Панама            | Панама     | 1 – 0     | Канада     | Відбір до ЧС 2022                                  | -    |          |
| 27-9-2022  | Ріффа             | Бахрейн    | 0 – 2     | Панама     | товариський матч                                   | -    | 70'      |
| 15-11-2022 | Шарджа (місто)    | Венесуела  | 2 – 2     | Панама     | товариський матч                                   | -    | 24'      |
| 28-3-2023  | Сан-Хосе          | Коста-Рика | 0 – 1     | Панама     | Ліга націй КОНКАКАФ 2022-2023 - 1-й етап           | -    | 85'      |
| 7-9-2023   | Панама            | Панама     | 3 – 0     | Мартиніка  | Ліга націй КОНКАКАФ 2023-2024 - 1-й етап           | -    |          |
| 10-9-2023  | Гватемала (місто) | Гватемала  | 1 – 1     | Панама     | Ліга націй КОНКАКАФ 2023-2024 - 1-й етап           | -    |          |
| 13-10-2023 | Віллемстад        | Кюрасао    | 1 – 2     | Панама     | Ліга націй КОНКАКАФ 2023-2024 - 1-й етап           | -    |          |
| 17-10-2023 | Панама            | Панама     | 3 – 0     | Гватемала  | Ліга націй КОНКАКАФ 2023-2024 - 1-й етап           | -    |          |
| 16-11-2023 | Сан-Хосе          | Коста-Рика | 0 – 3     | Панама     | Ліга націй КОНКАКАФ 2023-2024 - чвертьфінал        | -    |          |
| 20-11-2023 | Панама            | Панама     | 3 – 1     | Коста-Рика | Ліга націй КОНКАКАФ 2023-2024 - чвертьфінал        | -    |          |
| 21-3-2024  | Арлінгтон         | Панама     | 0 – 3     | Мексика    | Ліга націй КОНКАКАФ 2023-2024 - півфінал           | -    | 79'      |
| 24-3-2024  | Арлінгтон         | Панама     | 0 – 1     | Ямайка     | Ліга націй КОНКАКАФ 2023-2024 - матч за 3-тє місце | -    |          |
| 6-6-2024   | Панама            | Панама     | 2 – 0     | Гаяна      | Відбір до ЧС 2026                                  | -    | 36'      |
| 9-6-2024   | Манагуа           | Монтсеррат | 1 – 3     | Панама     | Відбір до ЧС 2026                                  | -    |          |
| 16-6-2024  | Панама            | Панама     | 0 – 1     | Парагвай   | товариський матч                                   | -    |          |
| 23-6-2024  | Маямі-Гарденс     | Уругвай    | 3 – 1     | Панама     | Копа Америка 2024 - 1-й етап                       | -    |          |
| 27-6-2024  | Атланта           | Панама     | 2 – 1     | США        | Копа Америка 2024 - 1-й етап                       | -    |          |
| 1-7-2024   | Орландо           | Болівія    | 1 – 3     | Панама     | Копа Америка 2024 - 1-й етап                       | -    |          |
| 6-7-2024   | Глендейл          | Колумбія   | 5 – 0     | Панама     | Копа Америка 2024 - чвертьфінал                    | -    | 90+2'    |
| 15-11-2024 | Сан-Хосе          | Коста-Рика | 0 – 1     | Панама     | Ліга націй КОНКАКАФ 2024-2025 - чвертьфінал        | -    | 85'      |
| 19-11-2024 | Панама            | Панама     | 2 – 2     | Коста-Рика | Ліга націй КОНКАКАФ 2024-2025 - чвертьфінал        | -    |          |
| Усього     |                   | Матчів     | 21        |            | Голів                                              | 0    |          |

## Титули і досягнення
- Володар Кубка Болгарії (1):

«Левскі»: 2021-2022